# Uvulapiercing
Een uvulapiercing of huigpiercing is een piercing door de uvula ofwel huig. De piercing heeft meestal de vorm van een ball closure ring.

## Gezondheid
De uvulapiercing is erg zeldzaam, onder meer vanwege de braakreflex die bij het laten zetten kan worden opgewekt. Het laten zetten dient dan ook zeer voorzichtig te gebeuren. Net als bij tongpiercings is er een grote kans op zwelling en infectie. Verder is dit een zeer gevaarlijke piercing, omdat de ring bij losraken zeer gemakkelijk doorgeslikt kan worden of in de longen terecht kan komen, waarna chirurgische verwijdering nodig is.